# Aphanogryllacris fluxistyla
Aphanogryllacris fluxistyla is een rechtvleugelig insect uit de familie Gryllacrididae. De wetenschappelijke naam van deze soort is voor het eerst geldig gepubliceerd in 2007 door Gorochov.